# 電競All Star
《電競All Star》是中國電視公司的電玩競技節目，由競賽聯盟單位阿茲特克電子競技聯盟(AztecCup)製作，台灣時間2010年10月17日00:00於中視無線台開播。目前播出時段為每星期日00:00~01:00首播。

## 節目播出期間與時段
- 2010年10月17日起為周日00:00-01:00首播。
- 2010年11月6日起移至星期六23:30-00:30首播，星期日早上05:30重播。
- 2011年1月15日起移至星期六17:00-18:00首播，星期日早上05:30重播。
- 2011年3月5日起移至星期六13:30-14:30首播，星期日早上05:30重播。
- 2011年4月02號起移至星期六24:00-01:00首播，星期日早上05:30重播。

## 節目主持人
- 第一集由南拳媽媽成員彈頭、宇豪主持，第2集開始改由DJ Dennis主持。

## 節目單元
- 開播初期將以推廣節目為主，廣邀各地電玩好手到節目中同台競技，獲勝者可得到節目提供之獎品。
- 現在則演變為邀請演藝圈藝人上節目玩遊戲。

## 曾播出之競技遊戲主題
- 星海爭霸2
- 超級快打旋風4
- 跑車浪漫旅5(Grand Turismo 5)
- KINECT運動大會
- 唯舞獨尊
- 尬舞
- 極速快感(Need for Speed - Shift2)
- 無雙德州撲克(Primo Porker)
- 魔獸爭霸3-寒冰霸權之信長之野望
- KINECT運動大會2
- 極限競速4(Forza4)
- 英雄聯盟(League of Legends-LOL)

## 相關網站
- 電競All Star官方網站 （页面存档备份，存于）
- 電競All Star官方Facebook頁面

| 中視無線台 星期六23:50或星期日00:00節目    | 中視無線台 星期六23:50或星期日00:00節目    | 中視無線台 星期六23:50或星期日00:00節目 |
| ------------------------------------------ | ------------------------------------------ | --------------------------------------- |
|                                            | 電競All Star （2010年10月17日－2012年6月） |                                         |
| 電玩大牌黨 （2010年4月4日－2011年3月27日） | 幸福空間-王牌設計師                        |                                         |